# Nuuks centrum

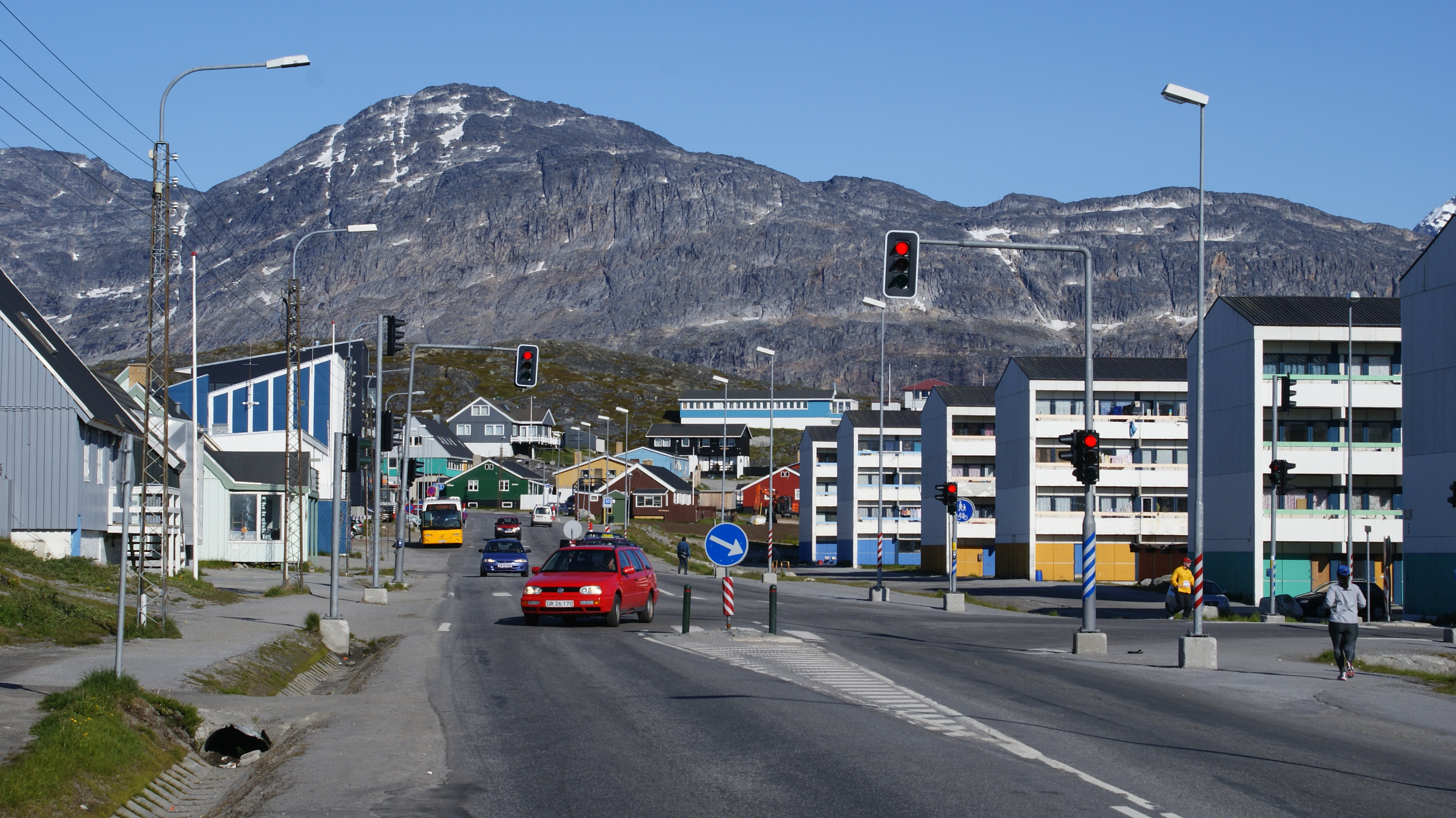
Nuuks centrum.

Nuuks centrum (da. Nuuk Centrum) är ett område i Nuuk, Grönlands huvudstad. Tillsammans med Kolonihavnen utgör området den södra och centrala delen av staden. De flesta institutioner och verksamheter är placerade här. Det gäller t.ex. Grönlands självstyres centraladministration och Grönlands första köpcentrum, Nuuk Center, som ligger på  H.J. Rinkip Aqqutaa (H.J. Rinksvej). Nuup Bussiis bussar förbinder stadens centrum med alla andra områden och stadsdelar.